# 努熱茨河
52°36′36″N 22°24′33″E / 52.6099°N 22.4091°E

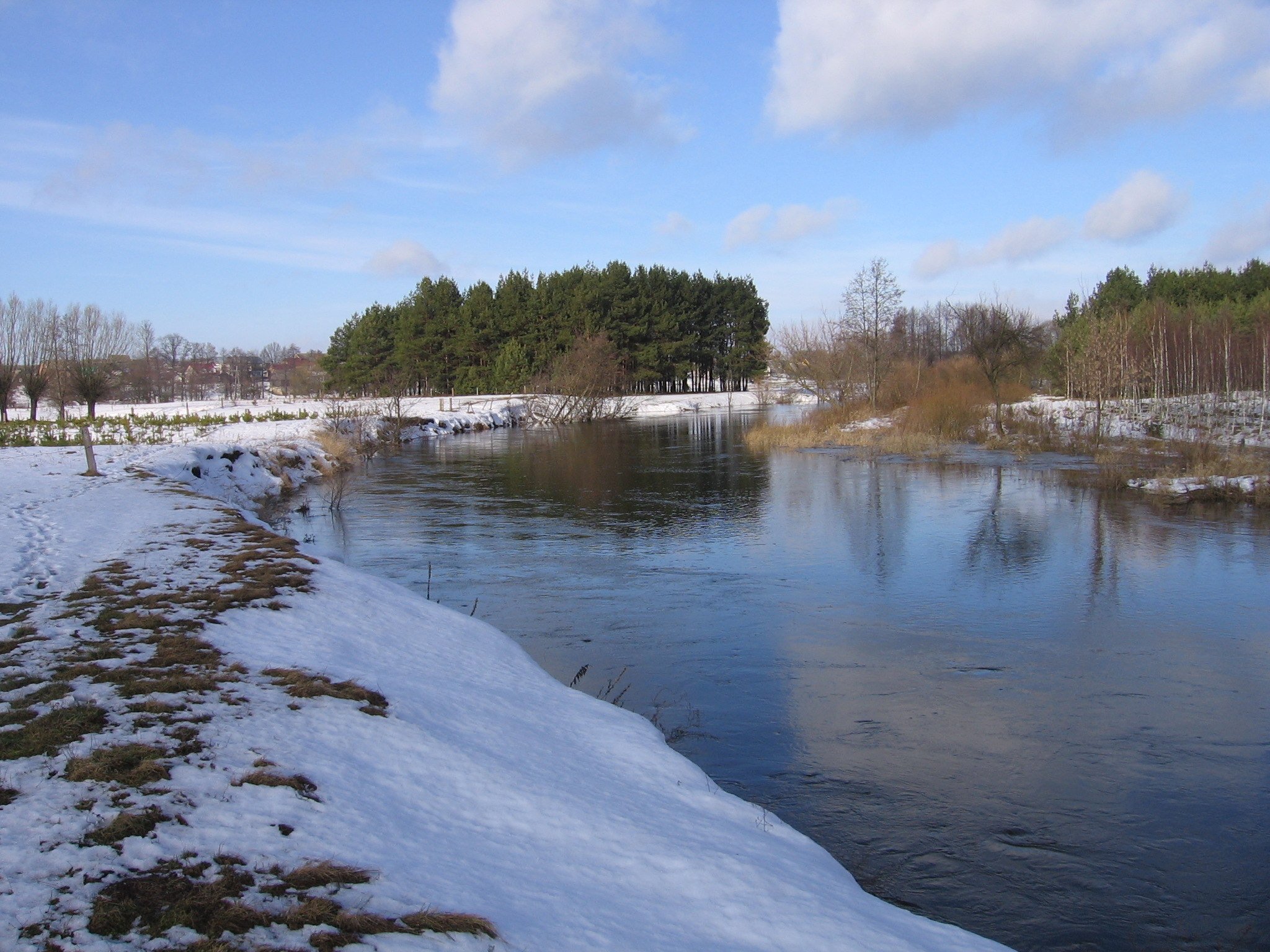

努熱茨河是波蘭的河流，位於該國東北部，處於波德拉謝省，屬於西布格河的右支流，河道全長100公里，流域面積2,102平方公里，河畔城鎮有克萊什切萊、布蘭斯克和切哈諾維茨。